# Pterinochilus raygabrieli
Pterinochilus raygabrieli là một loài nhện trong họ Theraphosidae.
Loài này thuộc chi Pterinochilus. Pterinochilus raygabrieli được miêu tả năm 2009 bởi Gallon.